# Libertador San Martín
Libertador San Martín is een plaats in de Argentijnse provincie  Entre Ríos. De plaats telt 5273 inwoners.